# Öppet spår
Öppet spår är en tävlingsform inom Vasaloppets organisation och Vasaloppsveckan där man endast tävlar mot sig själv. Man startar i Sälen när man själv vill mellan två klockslag på morgonen. Öppet spår går vid två tillfällen under Vasaloppsveckan, söndag och måndag före det "riktiga" Vasaloppet.
Premiäråret var 1979.